# HCMOS
HCMOS (скраћеница од енгл. High-speed complementary metal oxide semiconductor) је технолошка генерација интегралних кола, еволуција раније CMOS технологије. За разлику од раније технологије, има мање регионе нечистоћа, са мањим капацитетом, што повећава највећу брзину рада.

## Означавање
Интегрална кола су најчешће означена словима да покажу врсту технологије. Као примјер, 74HC00, 68HC11 и 74HC131 су све разна кола израђена у истој HCMOS технологији.

## Предности и недостаци
Предност HCMOS породице (наспрам TTL и LSTTL) је врло ниска потрошња струје, посебно при малим брзинама рада, која може да износи само неколико μA. Брзина рада може да се спусти све до неколико херца (Hz), и тад потрошња још опада.

## Логички нивои
| Излазни напон, логичка 0 | 0 до 0.1 | 0 до 0.1 |
| Излазни напон, логичка 1 | 4.9 до 5V | 2.9 до 3 |
| Улазни напон, логичка 0  | 0 до 1.0V | 0 до 0.6 |
| Улазни напон, логичка 1  | 3.5 до 5V | 2.1 до 3 |
| ------------------------ | -------- | -------- |

Улазни или излазни напони ван горњих граница дају непредвидљиве резултате и нису препоручљиви.
Минимална струја од 1 μA (микроампера) је потребна по улазу.
„Фен-аут“ (fan-out): највише 800 HCMOS улаза, 10 LSTTL улаза.